# Teoría de la medida geométrica
En matemáticas, la teoría de la medida geométrica (GMT, del inglés geometric measure theory) es el estudio de las propiedades geométricas de los conjuntos (típicamente en el espacio euclidiano) a través de la teoría de la medida. Permite a los matemáticos extender herramientas desde la geometría diferencial a una clase mucho mayor de superficies que no son necesariamente lisas. 

## Historia
La teoría de la medida geométrica nació del deseo de resolver el problema de Plateau (llamado así por Joseph Plateau) que pregunta si por cada curva cerrada suave en {\displaystyle \mathbb {R} ^{3}} existe una superficie de menor área entre todas las superficies cuyo límite es igual a la curva dada. Tales superficies imitan películas de jabón. 
El problema había permanecido abierto desde que lo planteó Lagrange en 1760. Fue resuelto de forma independiente en la década de 1930 por Jesse Douglas y Tibor Radó bajo ciertas restricciones topológicas. En 1960, Herbert Federer y Wendell Fleming utilizaron la teoría de las corrientes con la que pudieron resolver analíticamente el problema de la meseta orientable sin restricciones topológicas, lo que generó la teoría de la medida geométrica. Más tarde, Jean Taylor, después de Fred Almgren, demostró las leyes de Plateau para el tipo de singularidades que pueden ocurrir en estas películas de jabón y grupos de pompas de jabón más generales. 

## Ideas importantes
Los siguientes objetos son centrales en la teoría de medidas geométricas: 
- Conjuntos rectificables (o medidas de Radon), que son conjuntos con la menor regularidad posible requerida para admitir espacios tangentes aproximados.
- Corrientes, una generalización del concepto de variedades orientadas, posiblemente con límite.
- Cadenas planas, una generalización alternativa del concepto de variedades, posiblemente con límite.
- Conjuntos de Caccioppoli (también conocidos como conjuntos de perímetro localmente finito), una generalización del concepto de variedades sobre las que se aplica el teorema de la divergencia.

Los siguientes teoremas y conceptos también son fundamentales: 
- La fórmula del área, que generaliza el concepto de cambio de variables en la integración.
- La fórmula de coárea, que generaliza y adapta el teorema de Fubini a la teoría de medidas geométricas.
- La desigualdad isoperimétrica, que establece que la circunferencia más pequeña posible para un área dada es la de un círculo redondo.
- Convergencia plana, que generaliza el concepto de convergencia múltiple.

## Ejemplos
La desigualdad de Brunn-Minkowski para los volúmenes n- dimensionales de los cuerpos convexos K y L, 
{\displaystyle \mathrm {vol} {\big (}(1-\lambda )K+\lambda L{\big )}^{1/n}\geq (1-\lambda )\mathrm {vol} (K)^{1/n}+\lambda \,\mathrm {vol} (L)^{1/n},}
se puede probar en una sola página y rápidamente produce la desigualdad isoperimétrica clásica. La desigualdad de Brunn-Minkowski también conduce al teorema de Anderson en estadística. La prueba de la desigualdad de Brunn-Minkowski es anterior a la teoría de la medida moderna; el desarrollo de la teoría de la medida y la integración de Lebesgue permitió establecer conexiones entre geometría y análisis, en la medida en que en una forma integral de la desigualdad de Brunn-Minkowski conocida como desigualdad de Prékopa-Leindler la geometría parece estar casi completamente ausente. 